# Дунино (Харьковская область)
Дунино (укр. Дунине) — село,
Островщинский сельский совет,
Близнюковский район,
Харьковская область, Украина.
Код КОАТУУ — 6320684805. Население по переписи 2001 г. составляет 216 (106/110 м/ж) человек.

## Географическое положение
Село Дунино примыкает к селу Островщина.
В селе несколько запруд.

## История
- 1893 — дата основания.

## Экономика
- В селе есть молочно-товарная и птице-товарная фермы.